# Adams House (Brooklyn)
Pour les articles homonymes, voir Adams.
115-119 Eighth Avenue, plus connue sous le nom de Adams House, est une maison historique située sur la Eighth Avenue et Carroll Street dans le quartier de Park Slope, dans le borough de Brooklyn, à New York. Elle a été construite en 1888 pour Thomas Adams Jr., inventeur du distributeur automatique Adams Chiclets. Elle a été conçue par le célèbre architecte CPH Gilbert dans le style roman richardsonien et est considérée comme l'un des meilleurs exemples de ce style existant à New York , « digne de Henry Hobson Richardson ».

## Description
La maison est construite en grès, terre cuite et brique sur une base en brownstone et a été la première maison du quartier dotée d'un ascenseur. Elle est maintenant transformée en appartements.
Le bâtiment est situé dans le quartier historique de Park Slope, désigné par la Commission de préservation des monuments de la ville de New York en 1973.
Du côté de Carroll Street, la tour d'angle est ronde au premier étage, mais polygonale au-dessus. Elle est surmontée d'un haut toit octogonal recouvert de tuiles. Un balcon ajouré en brique est accolé à l'est de la tour,.